# Železniční trať Tel Aviv – Bnej Darom

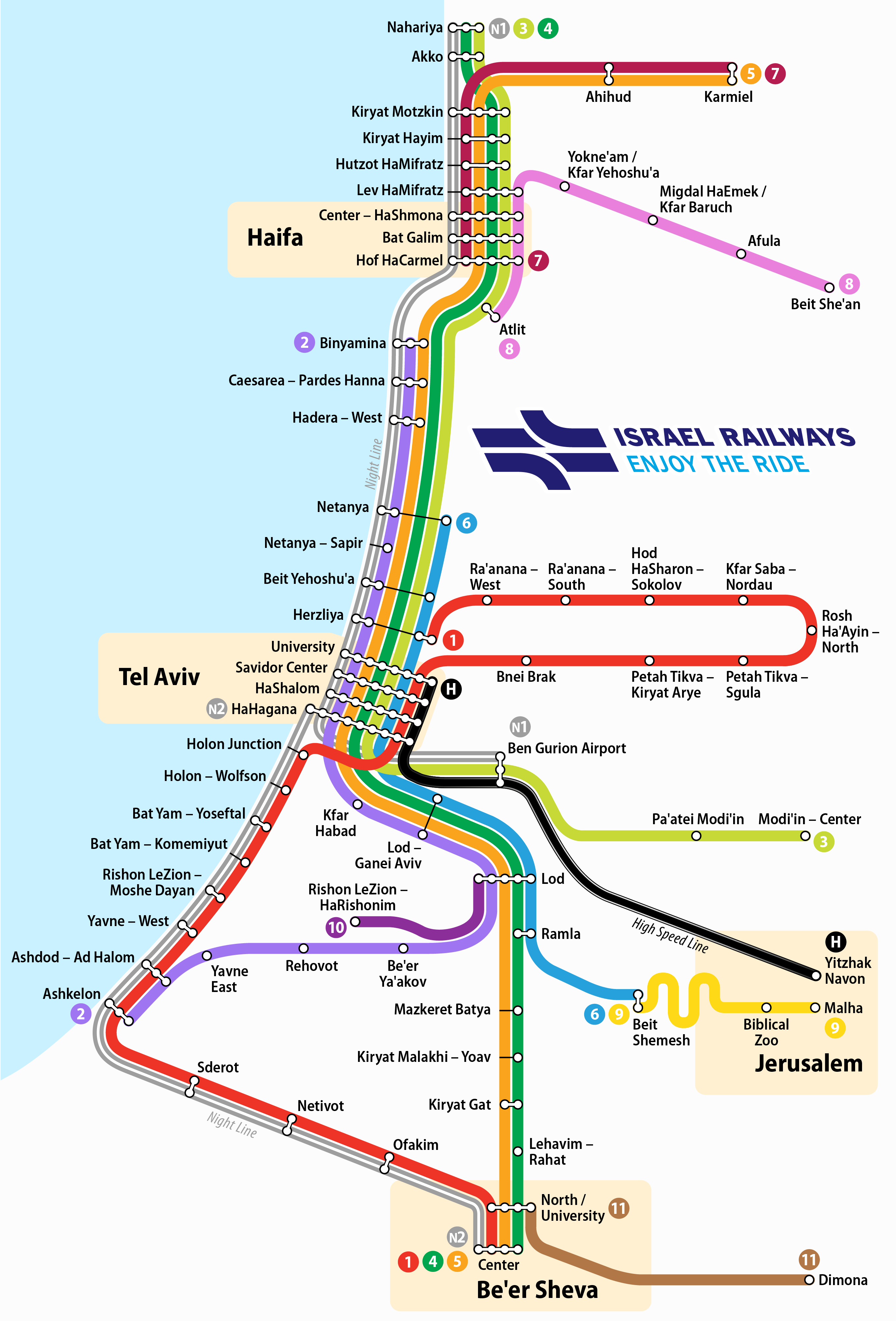
Schéma linkového vedení izraelských drah roku 2015, trať Tel Aviv – Bnej Darom tvoří střední část červené linie.

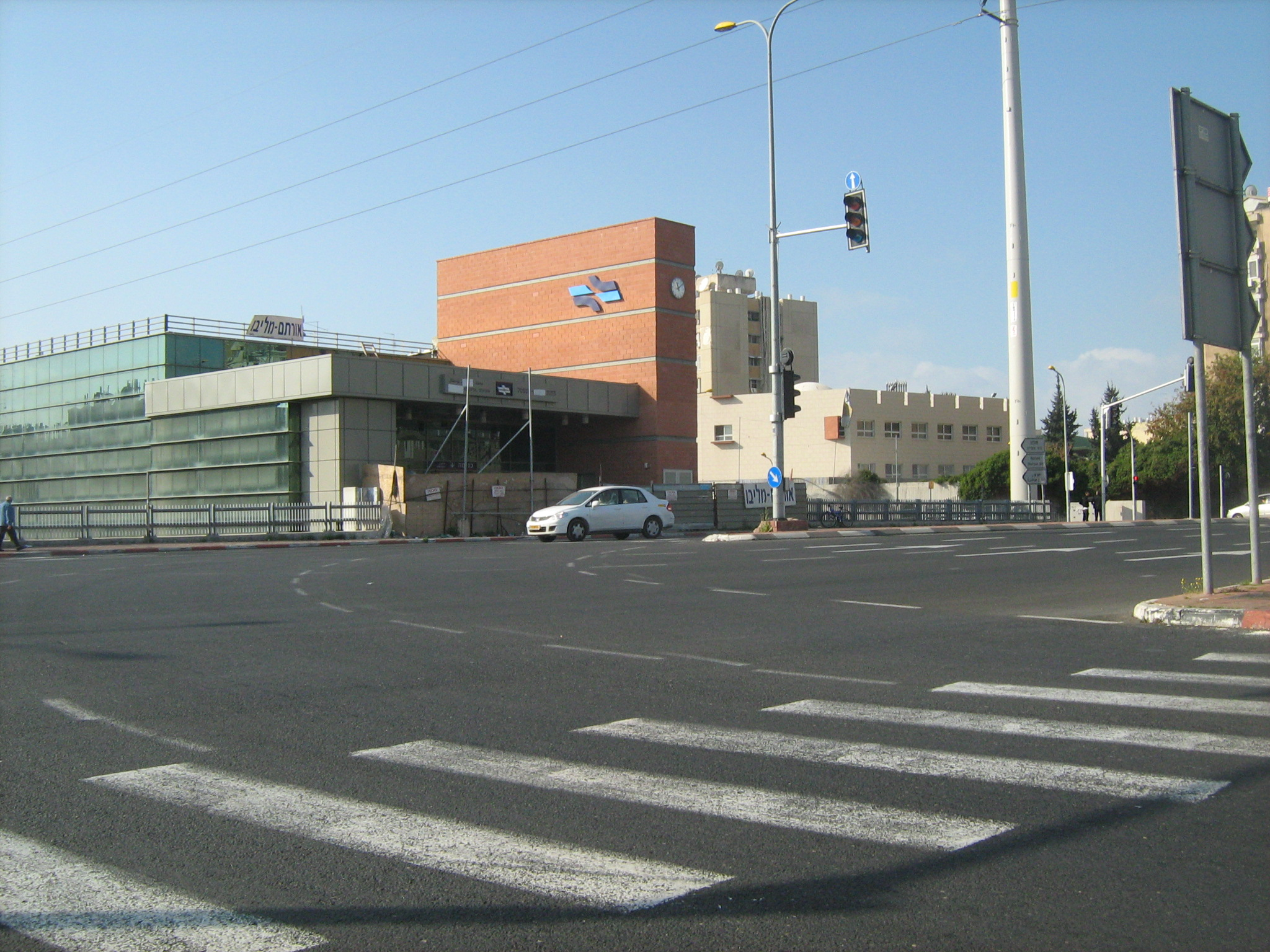
Železniční stanice Bat Jam Joseftal

Železniční trať Tel Aviv – Bnej Darom (hebrejsky מסילת הרכבת תל אביב – בני דרום, mesilat ha-rakevet Tel Aviv – Bnej Darom) je nová železniční trať v Izraeli v jihozápadní části aglomerace Tel Avivu. Zprovozněna byla postupně v letech 2011–2013. Vede z Tel Avivu přes města Cholon, Bat Jam, Rišon le-Cijon a Javne a dál na jihu se u vesnice Bnej Darom napojuje na starší železniční úsek vedoucí severojižním směrem k městům Ašdod a Aškelon (a odtud dál jižním směrem po nové trati do Beerševy).

## Dějiny
První etapa trati byla otevřena v září 2011 coby nová železniční větev vybíhající do jihozápadní části aglomerace Tel Avivu. Příprava výstavby a vlastní výstavba probíhala od 3. čtvrtletí roku 2004. Délka nového úseku od železniční stanice Tel Aviv ha-Hagana na tehdejší konečnou stanici Rišon le-Cijon Moše Dajan byla 18 kilometrů a vlak ji urazil za cca 18 minut. V roce 2012 byla trať prodloužena do Javne a od srpna 2013 započal pravidelný provoz i na novém úseku od Javne k železniční křižovatce u Bnej Darom (napojení na starší železniční trať Tel Aviv – Aškelon) a dál do Ašdodu a Aškelonu.
Nová železniční trať poskytla hustě osídlenému regionu centrálního Izraele další severojižní vlakové spojení. Na rozdíl od již existující tratě trať Tel Aviv – Aškelon (přes Lod a Rechovot) vede tato nová přímější trasou, blíže pobřeží a fakticky je tak možné ji považovat i za prodloužení historické pobřežní železniční tratě jižním směrem. Po většinu své trasy vede v souběhu s tzv. Ajalonskou dálnicí a dálnicí 4.

## Seznam stanic
V současnosti jsou na železniční trati Tel Aviv – Bnej Darom následující stanice:
- železniční stanice Tel Aviv ha-Hagana (společná pro více tratí)

odbočují železniční trať Tel Aviv-Modi'in, železniční trať Tel Aviv – Rišon le-Cijon a železniční trať Tel Aviv – Beerševa
- železniční stanice Comet Cholon
- železniční stanice Cholon Wolfson
- železniční stanice Bat Jam Joseftal
- železniční stanice Bat Jam Komemijut
- železniční stanice Rišon le-Cijon Moše Dajan
- železniční stanice Javne ma'arav
- železniční stanice Ašdod Ad Halom (společná pro více tratí)

### Linkové vedení
V Izraeli neexistuje pevné dělení na jednotlivé železniční tratě (historicky, geograficky a inženýrsky vymezené). Místo toho je zde preferován systém jednotlivých spojů (linek), které často vedou na větší vzdálenosti po několika historicky a geograficky odlišných traťových úsecích.
V rámci linkového vedení Izraelských drah k roku 2018 je trať Tel Aviv – Bnej Darom obsluhována spojem, který začíná ve městě Ra'anana v severní částí aglomerace Tel Avivu a vede potom přes města Hod ha-Šaron, Kfar Saba, Roš ha-Ajin, Petach Tikva a Bnej Brak do Tel Avivu, kde prochází ústřední železniční trasou (Ajalonská železniční trať) podél Ajalonské dálnice. Následně spoj odbočuje na nový úsek Tel Aviv – Bnej Darom, kde prochází městy Cholon, Bat Jam, Rišon le-Cijon a Javne. U Bnej Darom se napojuje na starší trať, po které pokračuje do Ašdodu a Aškelonu a odtud opět k jihu po novém železničním úseku přes města Sderot, Netivot a Ofakim do Beerševy.
- železniční stanice Ra'anana ma'arav
- železniční stanice Ra'anana darom
- železniční stanice Hod ha-Šaron Sokolov
- železniční stanice Kfar Saba Nordau
- železniční stanice Roš ha-Ajin Cafon
- železniční stanice Petach Tikva Sgula
- železniční stanice Petach Tikva Kirjat Arje
- železniční stanice Bnej Brak
- železniční stanice Telavivská univerzita
- železniční stanice Tel Aviv Savidor merkaz
- železniční stanice Tel Aviv ha-Šalom
- železniční stanice Tel Aviv ha-Hagana
- železniční stanice Comet Cholon
- železniční stanice Cholon Wolfson
- železniční stanice Bat Jam Joseftal
- železniční stanice Bat Jam Komemijut
- železniční stanice Rišon le-Cijon Moše Dajan
- železniční stanice Javne ma'arav
- železniční stanice Ašdod Ad Halom
- železniční stanice Aškelon
- železniční stanice Sderot
- železniční stanice Netivot
- železniční stanice Ofakim
- železniční stanice Be'er Ševa cafon